# Aligot de Cap Verd
L'aligot de Cap Verd (Buteo bannermani; syn: Buteo buteo bannermani) és una espècie d'ocell de la família dels accipítrids (Accipitridae), sovint considerat una subespècie de Buteo buteo. Habita les illes de Cap Verd.

## Taxonomia
Segons la llista mundial d'ocells del Congrés Ornitològic Internacional (versió 13.1, gener 2023) aquest tàxon tindria la categoria d'espècie. Tanmateix, altres obres taxonòmiques, com el Handook of the Birds of the World i la quarta versió de la BirdLife International Checklist of the birds of the world (Desembre 2019), el consideren encara una subespècie de l'aligot comú.